# Velîki Korovînți
Velîki Korovînți (în ucraineană Великі Коровинці) este o așezare de tip urban din raionul Ciudniv, regiunea Jîtomîr, Ucraina. În afara localității principale, mai cuprinde și satul Mîhailenkî.

## Demografie
Componența lingvistică a așezării de tip urban Velîki Korovînți
     Ucraineană (96,99%)
     Rusă (2,47%)
     Alte limbi (0,15%)
Conform recensământului din 2001, majoritatea populației așezării de tip urban Velîki Korovînți era vorbitoare de ucraineană (96,99%), existând în minoritate și vorbitori de rusă (2,47%).